# 5 (Liwieńska) Dywizja
5 (Liwieńska) Dywizja (ros. 5-я (Ливенская) дивизия) – związek taktyczny Białych podczas wojny domowej w Rosji.
6 czerwca 1919 r. na bazie Lipawskiego Ochotniczego Oddziału Strzeleckiego został utworzony przez grafa płk. Anatolija P. Lievena Rosyjski Korpus Ochotniczy Najświatlejszego Księcia Lievena (Korpus Liwieński), liczący ok. 3,5 – 4 tys. żołnierzy. W jego skład wchodziły 1 Lipawski Pułk, 2 Ryski Pułk i 3 Liwieński Pułk, dywizjon strzelecki ppłk. Kazakowa, oddział artylerii kpt. F. N. Andersona, 2 samochody pancerne i kilka samolotów. 5 lipca płk A. P. Lieven otrzymał od adm. Aleksandra W. Kołczaka informację o mianowaniu na funkcję głównodowodzącego siłami rosyjskimi w Kurlandii z podległością gen. lejt. Nikołajowi N. Judeniczowi. Korpus miał działać w dół rzeki Dźwiny na prawej flance Armii Północno-Zachodniej. Jednakże gen. N. N. Judenicz 18 lipca rozkazał Korpusowi przejść spod Lipawy w rejon Narwy w Estonii. Tam Korpus wszedł w skład Armii Północno-Zachodniej, po czym został przekształcony w 5 (Liwieńską) Dywizję. Jej pułki w poł. lipca przemianowano na 17 Lipawski, 18 Ryski i 19 Połtawski (pod koniec sierpnia utworzono jeszcze 20 Czudski Pułk). Dywizja pod dowództwem kpt. K. I. Dydorowa (płk A. P. Lieven był ranny) została podporządkowana I Korpusowi Strzeleckiemu gen. mjr. Aleksieja P. Pahlena. Po przybyciu na front natychmiast weszła ona do walki, uczestnicząc 18 – 22 lipca w kontrnatarciu grupy wojsk płk. K. A. von Weissa, które doprowadziło do zdobycia Jamburga. W sierpniu i wrześniu dywizja zajmowała pozycje obronne nad rzeką Ługą, prowadząc aktywne działania. W październiku brała udział w drugiej ofensywie na Piotrogród. Nacierała na lewej flance Armii. Forsownym marszem doszła do pozycji przed Piotrogrodem, jednakże napotkała bardzo silny opór oddziałów bolszewickiej 7 Armii i została zatrzymana. W wyniku porażki wojsk białych, która doprowadziła do ogólnego odwrotu, dywizja przeszła nad rzekę Pliussę, gdzie w wyniku ciężkich walk do końca listopada została wstrzymana kontrofensywa wojsk bolszewickich. W poł. grudnia resztki dywizji, włączone w skład 2 Brygady 3 Dywizji Strzeleckiej gen. mjr. M. W. Jarosławcewa, walczyły w rejonie Piuchtickiego Monasteru Zaśnięcia Matki Bożej (rejon Kuremäe). Następnie „liwieńcy” przeszli wraz z pozostałymi oddziałami Armii na terytorium Estonii, gdzie zostali rozbrojeni i internowani. Część z nich wyjechała do Polski, wstępując do formowanej 3 Armii Rosyjskiej. Niektórzy udali się na Ukrainę, gdzie przyłączyli się do wojsk petlurowskich. Z kolei ci, którzy urodzili się na Łotwie wstąpili do jej sił zbrojnych. Reszta pozostała w Estonii, uczestnicząc w okresie międzywojennym w życiu rosyjskich środowisk emigracyjnych. Większość z nich została aresztowana przez NKWD po zajęciu Łotwy przez Armię Czerwoną w poł. 1940 r.
Żołnierze 5 (Liwieńskiej) Dywizji nosili niemieckie mundury z rosyjskimi pagonami oraz rosyjskie furażerki z rosyjskimi kokardami. Jesienią 1919 r. zostali przemundurowani w brytyjskie uniformy.
Obecnie w Sankt Petersburgu i Moskwie istnieje Stowarzyszenie Najświatlejszego Księcia A. P. Lievena.